# Friedrich Carstens (kollegiedeputeret)
 Der er flere personer med dette navn, se Friedrich Carstens.
Friedrich Carstens (født 1715, død 28. oktober 1774) var en dansk kollegiedeputeret, bror til Adolph Gotthard Carstens og Christian Gottfried Carstens.
Han var søn af konferensråd Nicolai Gotthard Carstens og Justina Christine født von Johnn. Carstens var deputeret i Rentekammeret og endte som konferensråd. Sammen med sin bror fulgte han kong Christian VII på dennes rejse i Hertugdømmerne. Han døde af et slagtilfælde.